# Sagan om Pelle Kanin

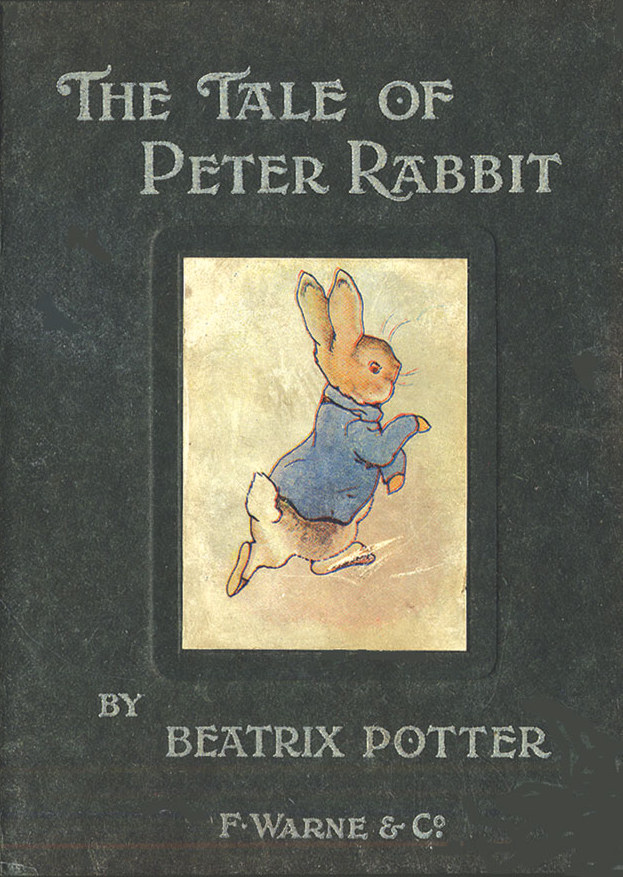
Omslaget till det engelska originalet från 1902.

Sagan om Pelle Kanin (originaltitel: The Tale of Peter Rabbit) är en barnbok av den brittiska författaren Beatrix Potter om den lilla kaninen Pelle som rymmer från boet. Potter gjorde även teckningar till boken. Efter boken utgavs andra böcker med Pelle som huvudkaraktär. Pelle kanin utgavs 1902 för första gången.
Potter uppfann historien för den femårige pojken Noel Moore som var son till Potters guvernant. Pelle Kanin och andra barnböcker av Potter såldes fram till 2020-talet i ungefär 46 miljoner exemplar. I början hade Potter problem att hitta en förläggare för boken. De allra första böckerna utgav Potter själv och de var snart slutsålda. Året 1937 frågade Disney om filmrättigheterna för boken men Potter tackade nej.

## Handling
Pelle Kanin är ung och motsätter sig ofta föräldrarnas råd. Han har tre syskon som lyder modern. Vid en självständig utflykt hamnar han i trädgården hos Herr Karlsson. Där äter Pelle många grönsaker. Han blir infångad och lyckas sedan hoppa iväg. Däremot blir han av med den fina rocken och de nya skorna.

## Relaterade verk
- 2018 hade filmen Pelle Kanin premiär.[2]
- 2022 utkom en ljudbok på engelska med Meryl Streep som berättare och med musik av Lyle Mays.[5]
- Olika kramdjur, porslinsföremål och andra kringprodukter.[2]